# Herederos de una venganza
Herederos de una venganza é uma telenovela argentina produzida pela Pol-ka Producciones e exibida pelo Canal 13 entre 17 de janeiro de 2011 e 13 de fevereiro de 2012.
Foi protagonizada por Luciano Castro, Romina Gaetani, Marcela Kloosterboer e Marco Antonio Caponi e antagonizada por Benjamín Vicuña, Federico Amador, Leonor Benedetto e Rodolfo Ranni.

## Sinopse
A história se passa em Vidisterra, uma pequena aldeia dedicada quase exclusivamente ao cultivo de uvas e produção de vinho. Ali só existe uma única vinícola que possui todas as vinhas e todos os trabalhos. Antonio, engenheiro agrônomo, chega ao povoado com o único propósito de casamento com Angie, sua noiva (e irmã de seu querido amigo Rafael) que deseja se casar no povo onde nasceu. Povo este que será testemunha da sua prematura e misteriosa morte.
Para todos, Vidisterra parece para ser o espaço ideal onde os habitantes encontrado seu lugar no mundo para se viver e se desenvolver. Tal é o caso de Emilia, filha de Regina Piave e herdeiro para o vinho império da família. No entanto, para Mercedes habitam as pessoas supostamente para viver com um estigma, como foi recentemente deixou a prisão graças com a ajuda de Martin Sartre ( Daniel Kuzniecka ) - Depois de uma condenação que lhe rendeu o repúdio popular, . Seu irmão Lucas ( Marco Antonio Caponi ) será o seu apoio incondicional, enquanto sua mãe Delicia silenciosamente murmurou seu destino infeliz.
Mas também algo escuro encerra a adega da maior vinícola Vidisterra . Há um antigo lodge liderado pelo Grão-Mestre (atende Alfredo Alcon ) e do qual os personagens mais importantes e poderosos das pessoas envolvidas: Comissário Vicente Roca ( Antonio Grimau ); Regina milhões de dólares Piave; Mayor Octavio Capogreco ( Rodolfo Ranni ) e Juiz Santos Eugenio Pratt ( Miguel Dedovich ). Este alojamento de adoração da vinha e do vinho acreditam nas profecias reveladas pelo Grão-Mestre através do Livro Sagrado. A mais importante dessas profecias diz que o fim do mundo está chegando e que Vidisterra é o povo escolhido para sobreviver à catástrofe. No entanto, para estas terras para ser salvo, ele é necessário para fazer um grande sacrifício.

## Elenco
- Luciano Castro - Antonio Puentes Roca Capogrecco/Kleidel Piave/Kampf.
- Romina Gaetani - Mercedes Tannat Leiva Roca.
- Marcela Kloosterboer - Emilia San Marco Piave/Kampf.
- Benjamín Vicuña - Benicio Echagüe.
- Leonor Benedetto - Regina Piave/Kampf.
- Rodolfo Ranni - Octavio Capogrecco/Kleidel.
- Federico Amador - Rafael Ferrero/Herrstatt.
- Marco Antonio Caponi - Lucas Merlot Leiva.
- Betiana Blum - Delicia Leiva.
- Antonio Grimau - Vicente Roca.
- Felipe Colombo - Bernardo Berlanga.
- Gimena Accardi - Emilia "China" Villegas.
- Manuela Pal - Paula Lezcano.
- Guillermo Arengo - Pedro Cortez.
- Noemí Frenkel - Gretel Hueders.
- Sergio Surraco - Cosme Capogrecco/Kleidel.
- Virginia Kaufmann - Frida Krause.
- Victorio D´Alessandro - Miguel Morán.
- Anita Gutiérrez - Estrella Azul.
- Cecilia Miserere - Sabina Cortez.
- Federico Salles - Catulo Tedeschi/Der Vorstatz.
- Ian Zelener - Ian Malbec Puentes Leiva Roca Roca Capogrecco/Kleidel.
- Florencia Torrente - Lola Capogrecco/Kleidel.
- Daniel Kuzniecka - Martín Sartre.
- Romina Ricci - Eva.
- Agustina Lecouna - Isabella Ibarra.
- Viviana Saccone - Jueza Victoria Calvo.
- Mariano Torre - Paul Barquinero.
- Benjamín Amadeo - Andrés Gutiérrez.
- Paula Morales - Julia Monteleón.
- Alfredo Alcón - Gran Maestre (Frank Philip).
- Gabriela Groppa - Ángela "Angie" Ferrero/Herrstatt.
- Pochi Ducasse - Sofía de Tedeschi/Der Vorstatz.
- Miguel Dedovich - Juez Santos Eugenio Pratt.
- Beatriz Dellacasa - Sara Puentes.
- Michel Noher - Jacques.
- Inés Palombo - Estefanía.
- Alejo García Pintos - Dionisio Mestre.
- Erika Wallner - Angerda de Piave/Kampf.
- Miguel Habud - Mauricio San Marco.
- Gerardo Chendo - Marcos Camino.
- Silvina Acosta - Melania Di Lorenzi.
- Nestor Sánchez - Tte. Mildone.
- Sabrina Carballo - Mucama Marisa.
- Mónica Gonzaga - Meme.
- Ernesto Claudio - Juez Balerza.
- Horacio Peña - Moline.
- Ruben Stella - Gobernador Murazzi.
- Malena Sánchez - Andrea.
- Diego Gentile - Tito.
- Edward Nutkiewicz - Helmut.
- Fabian Rendo - Galeri.
- Horacio Acosta - Schultz.
- Fabricio Villagra - Toro.
- Martina Perret  - Rocío Cortez.
- Atilio Pozzobon - Cura.
- Susana Ortiz - Elvira.
- Daniel Chocarro - Julio.

## Audiência
O primeiro capítulo teve média de 23,9 pontos, alcançando o primeiro lugar de audiência. O último capítulo teve média de 23,6 pontos. Teve média geral de 20,6 pontos.

## Prêmios e Indicações

### Prêmio Martín Fierro
| Ano  | Categoria                | Nomeado(a)                | Resultado |
| ---- | ------------------------ | ------------------------- | --------- |
| 2012 | Melhor telenovela        | Herederos de una venganza | Indicado  |
| 2012 | Melhor atriz             | Romina Gaetani            | Indicado  |
| 2012 | Melhor ator              | Luciano Castro            | Indicado  |
| 2012 | Melhor atriz de reparto  | Leonor Benedetto          | Indicado  |
| 2012 | Melhor atuação especial. | Alfredo Alcón             | Indicado  |
| 2012 | Melhor revelação         | Virginia Kaufmann         | Indicado  |
| 2012 | Melhor tema musical      | Herederos                 | Indicado  |